# Psi Centauri
Désignations
Psi Centauri (ψ Centauri / ψ Cen) est une étoile binaire de la constellation australe du Centaure. Elle est visible à l'œil nu avec une magnitude apparente de référence de +4,05. Le système est distant d'environ ∼ 259 a.l. (∼ 79,4 pc) de la Terre d'après la mesure de sa parallaxe par le satellite Hipparcos. Il semble s'éloigner lentement du Soleil, à une vitesse radiale d'environ +2 km/s.
Psi Centauri est une étoile binaire à éclipses détachée. La paire boucle une orbite avec une période de 38,81 jours et selon une excentricité de 0,55. La luminosité du système baisse de 0,28 et de 0,16 magnitude durant les deux éclipses qui se produisent à chaque orbite ; l'éclipse secondaire est totale. Le système présente un excès d'émission dans l'infrarouge à une longueur d'onde de 60 μm, ce qui indique la présence d'un disque de débris circumbinaire. Il orbite à une distance de 64 ua et sa température est de 120 K.
La paire présente une classification stellaire combinée de A0 IV, ce qui correspond à une étoile blanche sous-géante. Son âge est d'environ 270 millions d'années. Individuellement, les deux étoiles sont de types B9 et A2 approximatifs, et elles apparaissent se situer à des stades d'évolution différents. Les deux tournent rapidement sur elle-même, à une vitesse de rotation projetée de plus de 120 km/s.
L'étoile primaire, désignée Psi Centauri Aa, est 3,6 fois plus massive que le Soleil tandis que l'étoile secondaire, désignée Psi Centauri Ab, l'est 1,8 fois plus. L'étoile primaire montre des signes de pulsations stellaires qui se produisent à des fréquences de 1,996 et de 5,127 cycles par jour, ce qui suggère qu'elle est une étoile de type B à pulsation lente (SPB). Cependant ce comportement n'est pas confirmé en date de 2017 et il ne pourrait n'être que le résultat d'une erreur instrumentale.